# Pterolophia griseovaria
Pterolophia griseovaria är en skalbaggsart som beskrevs av Stefan von Breuning 1938. Pterolophia griseovaria ingår i släktet Pterolophia och familjen långhorningar. Inga underarter finns listade i Catalogue of Life.